# The Rhythm of the Tribe
"The Rhythm of the Tribe" – siódmy singel szwedzkiej grupy eurodance Cool James & Black Teacher. Singel został wydany w 1994 roku.

## Lista utworów
- CD singel (1994)[1]

1. "The Rhythm of the Tribe" (Radio Edit) – 3:58
2. "Coocoo You" – 3:17

- CD singel (1994)[2]

A1 "The Rhythm of the Tribe" (Pierre J's Tribe Mix) – 6:47
A2 "The Rhythm of the Tribe" (Statikk Remix) – 5:17
AA "The Rhythm of the Tribe" (Bass Nation Communication Mix) – 8:02
- CD singel, CD maxi-singel (1994)[3]

1. "The Rhythm of the Tribe" (Radio Edit) – 3:58
2. "The Rhythm of the Tribe" (Statikk Remix) – 5:17
3. "The Rhythm of the Tribe" (Pierre J's Tribe Mix) – 6:47
4. "The Rhythm of the Tribe" (Bass Nation Communication Mix) – 8:02

- CD singel, CD maxi-singel, limitowana edycja (1994)[4]

1. "The Rhythm of the Tribe" (Pierre J's Tribe Mix) – 6:47
2. "The Rhythm of the Tribe" (Statikk Remix) – 5:17
3. "The Rhythm of the Tribe" (Bass Nation Communication Mix) – 8:02

## Notowania na Listach przebojów
| Kraj    | Lista (1994/1995) | Najwyższa pozycja |
| ------- | ----------------- | ----------------- |
| Szwecja | Top 60 Singles    | 7                 |